# رسول عبد الحسين سوادي
المهندس رسول عبد الحسين سوادي هو سياسي عراقي شغل منصب آخر وزير للري في عهد الرئيس العراقي الأسبق صدام حسين. شغل هذا المنصب بتاريخ 23 حزيران 2001 خلفا لمحمود ذياب الأحمد وغادره عند احتلال العراق.
يذكر أن رسول عبد الحسين سوادي قد اجتمع بصدام حسين يوم 3 نيسان 2003، أي قبل أيام من سقوط بغداد.